# ミルナーのK理論
ミルナーのK-理論(Milnor K-theory)は、高次代数的K-理論を定義する初期の試みであり、 Milnor (1970) により導入された。

## 定義
体 F の K2 の計算により、ミルナーは「高次」K-群の次の定義を発見した。
{\displaystyle K_{*}^{M}(F):=T^{*}F^{\times }/(a\otimes (1-a))\ .}
このように、a ≠ 0, 1 により生成された両側イデアル(two-sided ideal)による乗法群 F× のテンソル代数の商の次数付き部分である。n = 0, 1, 2 に対しては、これらは体のキレン(Quillen)の K-群に一致するが、n ≧ 3 に対しては一般には同値にならない。記号 {\displaystyle \{a_{1},\ldots ,a_{n}\}} を {\displaystyle a_{1}\otimes \cdots \otimes a_{n}} の像として定義すると、n = 2 は、シュタインバーグの記号(Steinberg symbol)である。
テンソル代数のテンソル積は、{\displaystyle K_{*}^{M}(F)} を次数付き可換(graded-commutative)である次数付き環とする積 {\displaystyle K_{m}\times K_{n}\rightarrow K_{m+n}} を導く。

## 例
例えば、n ≧ 2; に対し、{\displaystyle K_{n}^{M}(\mathbb {F} _{q})=0}である。{\displaystyle K_{2}^{M}(\mathbb {C} )} は一意な非可算剰余群であり、{\displaystyle K_{2}^{M}(\mathbb {R} )} は一意的な非可算剰余群と位数 2 の巡回群の直和である。{\displaystyle K_{2}^{M}(\mathbb {Q} _{p})} は {\displaystyle \mathbb {F} _{p}} の乗法群と非可算な剰余群の直和である。すべての奇素数 {\displaystyle p} に対し、位数 {\displaystyle p-1} の巡回群と位数 2 の巡回群の直和である。

## 応用
ミルナーのK-理論は、高次類体論で基本的な役割を果たし、1-次元類体論では、{\displaystyle K_{1}^{M}} を変更する。
ミルナーのK-理論 modulo 2 は、k*(F) と書かれ、ミルナー予想により、体 F のエタールコホモロジーとガロアコホモロジーへ関連付けられる。この事実はウラジーミル・ヴォエヴォドスキーにより証明された。
ミルナー予想の一般化であるブロック・加藤の予想（ノルム剰余同型定理）は、ヴォエヴォドスキーにより証明された。この証明にはマーカス・ロストらの結果が重要な役割を果たしている。
次のように記号を使うと、kn(F) から F のヴィット環(Witt ring)への準同型が存在する。
{\displaystyle \{a_{1},\ldots ,a_{n}\}\mapsto \langle \langle a_{1},a_{2},...,a_{n}\rangle \rangle =\langle 1,a_{1}\rangle \otimes \langle 1,a_{2}\rangle \otimes ...\otimes \langle 1,a_{n}\rangle \ ,}
ここに像は、次元 2n のフィスター形式(Pfister form)である。像は In/In+1 としてとることが可能で、写像はフィスター形式が加法的に In を生成するので全射である。ミルナー予想は、これらの写像は同型であるということと解釈することができる。

## 進んだ文献
- Efrat, Ido (2006), Valuations, orderings, and Milnor K-theory, Mathematical Surveys and Monographs, 124, Providence, RI: American Mathematical Society, ISBN 0-8218-4041-X, Zbl 1103.12002